# Henrik Unné
Henrik Unné, född 10 april 1954 i Stockholm, bosatt i Skarpnäck och en ivrig förespråkare för Ayn Rands filosofi, objektivismen. 
Unné växte upp i USA men återvände till Sverige 1970. Han har bland annat hjälpt till med finansieringen av den första svenskspråkiga upplagan av Ayn Rands roman Och världen skälvde (Timbro 1986) och gett ut hennes kortroman Lovsång på eget förlag. Under åren 1987–1996 utgav han, tillsammans med Per-Olof Samuelsson Objektivistisk skriftserie, en serie essäer av Ayn Rand och andra objektivister. Han medverkar också flitigt i pressen med insändare och debattartiklar.